# Henri-Thomas Taschereau
Pour les autres membres de la famille, voir Famille Taschereau.
Henri-Thomas Taschereau, né le 6 octobre 1841 à Québec (province du Canada) et mort le 11 octobre 1909 à Montmorency (France), est un avocat et homme politique fédéral et municipal du Québec.

## Biographie

### Jeunesse et études
Il est le fils de Jean-Thomas Taschereau, juge. Né à Québec, il étudie au Petit Séminaire de Québec de 1851 à 1859 et à l'Université Laval où il reçut un diplôme en droit en 1862, lui permettant de devenir membre du Barreau du Bas-Canada en 1863.

### Politique
Après avoir pratiqué le droit à Québec, il manifeste un intérêt pour une carrière en politique en devenant député du Parti libéral du Canada dans la circonscription de Montmagny en 1872. Réélu en 1874, il ne se représenta pas en 1878. De 1871 à 1873, il fit partie du conseil municipal de la ville de Québec en tant que représentant du quartier Saint-Louis. 
Son demi-frère Louis-Alexandre Taschereau a été premier ministre du Québec.

### Juge
Il travaille ensuite à la Cour supérieure du Québec malgré son âge de 37 ans qui fut surmonté par sa réputation. Après avoir servi la Cour jusqu'en 1901, il servit dans deux commissions royales du Gouvernement du Canada.
En 1907, il est nommé juge en chef du Québec.

## Distinctions
- En 1908, le roi Édouard VII le nomma chevalier.